# Old Fort (Ohio)
Old Fort es un lugar designado por el censo ubicado en el condado de Seneca en el estado estadounidense de Ohio. En el Censo de 2010 tenía una población de 186 habitantes y una densidad poblacional de 124,46 personas por km².

## Geografía
Old Fort se encuentra ubicado en las coordenadas 41°14′31″N 83°9′5″O / 41.24194, -83.15139. Según la Oficina del Censo de los Estados Unidos, Old Fort tiene una superficie total de 1.49 km², de la cual 1.49 km² corresponden a tierra firme y (0%) 0 km² es agua.

## Demografía
Según el censo de 2010, había 186 personas residiendo en Old Fort. La densidad de población era de 124,46 hab./km². De los 186 habitantes, Old Fort estaba compuesto por el 94.62% blancos, el 1.61% eran afroamericanos, el 0% eran amerindios, el 0% eran asiáticos, el 0% eran isleños del Pacífico, el 0.54% eran de otras razas y el 3.23% pertenecían a dos o más razas. Del total de la población el 5.38% eran hispanos o latinos de cualquier raza.